# Shrine Auditorium
Het Shrine Auditorium is een evenementenlocatie, in Los Angeles, Californië, Verenigde Staten. Het is ook het hoofdkwartier van de Al Malaikah tempel, een divisie van de Shriners.

## Evenementen
In het Shrine Auditorium worden verschillende grote evenementen gehouden, voornamelijk op het gebied van entertainment. Zo werden de Academy Awards daar gehouden in 1947, 1948 en acht keer tussen 1988 en 2001. In de Shrine werd tot 2000 ook de Grammy uitreiking gehouden. Ook de Primetime Emmy Awards werden er gehouden.
Verder werden ook de volgende evenementen gehouden in the Shrine: American Music Awards, BET Awards, NAACP Image Awards, People's Choice Awards, de Soul Train Music Awards, My VH1 Music Awards in 2000 en 2001, en de Screen Actors Guild Awards.